# Los Angeles Film Critics Association Awards 2009
La 35ª edizione dei Los Angeles Film Critics Association Awards si è tenuta il 14 dicembre 2009, per onorare il lavoro nel mondo del cinema per l'anno 2009.

## Premi
Miglior film
- The Hurt Locker, regia di Kathryn Bigelow
  - 2º classificato: Tra le nuvole (Up in the Air), regia di Jason Reitman

Miglior attore
- Jeff Bridges - Crazy Heart
  - 2º classificato: Colin Firth - A Single Man

Miglior attrice
- Yolande Moreau - Séraphine
  - 2º classificato: Carey Mulligan - An Education

Miglior regista
- Kathryn Bigelow - The Hurt Locker
  - 2º classificato: Michael Haneke - Il nastro bianco (Das weiße Band - Eine deutsche Kindergeschichte)

Miglior attore non protagonista
- Christoph Waltz - Bastardi senza gloria (Inglourious Basterds)
  - 2º classificato: Peter Capaldi - In the Loop

Miglior attrice non protagonista
- Mo'Nique - Precious
  - 2º classificato: Anna Kendrick - Tra le nuvole (Up in the Air)

Miglior sceneggiatura
- Jason Reitman e Sheldon Turner - Tra le nuvole (Up in the Air)
  - 2º classificato: Jesse Armstrong, Simon Blackwell, Armando Iannucci e Tony Roche - In the Loop

Miglior fotografia
- Christian Berger - Il nastro bianco (Das weiße Band - Eine deutsche Kindergeschichte)
  - 2º classificato: Barry Ackroyd - The Hurt Locker

Miglior scenografia
- Philip Ivey - District 9
  - 2º classificato: Rick Carter e Robert Stromberg - Avatar

Miglior colonna sonora
- T-Bone Burnett e Stephen Bruton - Crazy Heart
  - 2º classificato: Alexandre Desplat - Fantastic Mr. Fox

Miglior film in lingua straniera
- L'Heure d'été, regia di Olivier Assayas  ·  Francia
  - 2º classificato: Il nastro bianco (Das weiße Band - Eine deutsche Kindergeschichte), regia di Michael Haneke  ·  Germania

Miglior film d'animazione
- Fantastic Mr. Fox (Fantastic Mr. Fox), regia di Wes Anderson
  - 2º classificato: Up, regia di Pete Docter e Bob Peterson

Miglior documentario
- Les plages d'Agnès, regia di Agnès Varda
- The Cove - La baia dove muoiono i delfini (The Cove), regia di Louie Psihoyos

Miglior film sperimentale/indipendente
- Anders Edström e C. W. Winter - The Anchorage

New Generation Award
- Neill Blomkamp - District 9

Career Achievement Award
- Jean-Paul Belmondo